# Litoria gracilenta
Litoria gracilenta (dainty green tree frog) es una especie de anfibio anuro del género Litoria, de la familia Pelodryadidae. 

## Distribución geográfica
Es originaria de Queensland, Australia.
Vive en bosques.  Se sienta en plantas flotantes; vive bien en haciendas de frutales. En el invierno, sube lejos del agua.  En la primavera y verano, la hembra pone sus huevos en tallos de hierba en el agua.  Las renacuajos llegan a ranas adultas en 14 días.
La rana adulta mide 4.5 cm de largo.  Esta rana es verde brillante con ojos aranjados, pies amarillos, y lados amarillos. Está relacionado con Litoria chloris.